# ギィ・モケ
ギィ・モケ（Guy Môquet、1924年4月26日 - 1941年10月22日）はフランス共産党員。ナチス・ドイツ占領下のフランスで1941年10月20日にナント配属のドイツ軍司令官カール・ホッツが青年共産党員に殺害された報復として、10月22日にナント、パリ、シャトーブリアンの3か所で銃殺刑に処された計48人の人質の一人であり、最年少の17歳であった。彼の悲劇的・英雄的な死はほとんど神話化され、2007年に大統領に就任したニコラ・サルコジが彼の最後の手紙をフランスのすべてのリセ（高等学校）で読み上げるよう命じるほどであった。2000年に入ってから、歴史学者ジャン＝マルク・ベルリエールが機密解除された警視庁の文書に基づいて、この件を含む当時の共産党の方針・地下活動について歴史的検証を行い、『ギィ・モケ事件』などの著書を発表した。

## 生涯・歴史的背景

### 背景
ギィ・モケは1924年4月26日、ギィ・プロスペール・ウスタッシュ・モケ（Guy Prosper Eustache Môquet）としてパリ18区（旧セーヌ県）に生まれた。父プロスペール・モケはフランス国鉄の職員で統一労働総同盟（労働総同盟から分裂した左派組織）鉄道員部門の書記長補佐であった。1924年はスターリンがソビエト連邦の最高指導者に就任した年であり、モケ家は父プロスペール、母ジュリエット、父方の叔父・叔母もみな共産党員であり、ギィは早くからレーニンやスターリンの思想に親しんでいた。ギィは5歳下の弟セルジュとの二人兄弟であった。
リセ・カルノー（パリ17区）の初等部、次いで公立学校に通い、1936年、12歳で初等教育証書を取得。同年、人民戦線政権が成立し、父プロスペールが共産党の議員に選出された。このとき一家は17区バロン通り34番地に越し、ギィは再びリセ・カルノーの中等部（コレージュ）に入学し、フランス共産主義青年運動 に参加した。

### 独ソ不可侵条約締結後のフランス共産党
1939年8月23日に独ソ不可侵条約が締結された。このソ連の方向転換は、それまで反ファシズムの運動を牽引していた左派知識人、特に共産党にとっては大きな打撃となった。すでに共産党を離党し、1936年にファシズム政党「フランス人民党」を結成したジャック・ドリオ、同じく離党して新社会主義、後に対独協力に転じことになるマルセル・デアらによるスターリン批判、共産党批判に対して、共産党幹部は翌8月26日の『リュマニテ』紙上で「独ソ不可侵条約は、ナチズムの基本的教義全体の突然の放棄である」と弁明したが、ダラディエ内閣は8月25日から26日にかけて共産党のすべての刊行物を発禁処分にし、集会や宣伝活動も禁止した。『リュマニテ』紙はこの後1941年6月にドイツ軍がソ連領内に侵攻を開始し（独ソ開戦）、事実上、独ソ不可侵条約が破棄されるまで表向きは中立的な立場を維持し、たとえば、独ソ不可侵条約締結から1年経った1940年8月28日付の『リュマニテ』紙では「1939年8月23日の独ソ不可侵条約は東欧における平和の基盤を固めた。にもかかわらず、ドイツを介してソ連に戦争を仕掛けようとしていた英仏の帝国主義者が帝国主義戦争を開始し、同時に過激な反共産主義運動を展開し、社会主義国家を罵倒したのだ。だが、スターリンの平和政策により、ソ連は帝国主義戦争に加担していない。…ソ連は、搾取された者、抑圧された者たちに自由の道、幸福の道を示しているのだ」と主張していた。
ギィ・モケの父プロスペールもまたソ連の政策を支持し、党の活動を続けたために、1940年2月20日に議員を解任され、サンテ刑務所、次いでル・ピュイ＝アン＝ヴレの刑務所、最後にアルジェ郊外のメゾン・カレ収容所に送られ、ここに5年間収監されることになった。これは父の政治思想に忠実であった16歳のギィ・モケに衝撃を与え、同時にまた共産主義への信念をさらに強めることになった。

### 逮捕・収監
1939年9月1日にドイツ軍がポーランドに侵攻し、9月3日、フランス、イギリスがドイツに宣戦布告すると、ギィ・モケは母ジュリエット、弟セルジュとともにノルマンディーに疎開したが、1940年6月22日、独仏休戦協定が締結され、フランス北部がナチス・ドイツの占領下に置かれると、一人、パリに戻って、共産主義青年運動の仲間とともに共産主義の標語が書かれた小冊子・ビラや、地下出版された『リュマニテ』紙を配布する活動に参加した。
1940年10月13日、ギィ・モケは東駅のホールで行われる予定の集会に向かう途中、共産党の「指示に従って行動した」という理由で、仲間とともにパリ警視庁の警察官3人に逮捕された。彼らはサンテ刑務所、次いでフレンヌ刑務所に送られた。約3か月収監された後、1941年1月23日にセーヌ県青少年裁判所で裁判が行われた。ギィ・モケは、強制収容所に送られた父の代わりに会合に出席しようと思ったと説明し、共産党の非合法活動への参加については口を閉ざしていたため、証拠不十分で無罪を言い渡され、「母親に引き渡し、監視付きで釈放する」との判決を受けた。だが、当時は司法による決定より行政による決定の方が優先され、セーヌ県知事による「国家の治安を脅かすおそれのある者」を収容所に収監するという命令により、多くの共産党員が収容所に送られていた。そしてギィ・モケもまたこのような危険人物としてしばらく警視庁に留め置かれた後、再びサンテ刑務所、次いでオーブ県ヴィル＝ス＝ラ＝フェルテ（グラン・テスト地域圏）のクレルヴォー刑務所に送られた。この刑務所には、アンリ・レイノー、ジャン＝ピエール・タンボー、ジャン・グランデル、レオン・モーヴェ、ウジェーヌ・エナフ、フェルナン・グルニエ、シャルル・ミシェルら多数の共産党員が収監されていた（このうち、タンボー、グランデル、シャルル・ミシェルは、後にギィ・モケとともに銃殺刑に処されることになる）。みな30代、40代の共産党員であり、ギィ・モケは彼らとの交流を通じて共産主義の理解を深め、この刑務所で17歳の誕生日を迎えた。
彼らは1941年5月に西部ロワール＝アトランティック県シャトーブリアンのショワゼル刑務所（通称シャトーブリアン収容所）に送られた。まもなく、レイノー、グルニエ、次いでモーヴェ、エナフが脱走に成功したため、徹底的な捜査が行われ、同収容所はフランス警察の代わりにドイツ当局の管理下に置かれることになった。

### 独ソ開戦後のフランス共産党 - 青年部隊（義勇遊撃隊）結成
1941年6月にドイツ軍がソ連領内に侵攻を開始した（独ソ開戦）。これにより、1939年8月23日の独ソ不可侵条約が事実上破棄され、すでに5月に対独レジスタンス・グループ「国民戦線」を結成していた共産党は、これを機に、ヴィシー政権の対独協力政策に対して公然と反対を表明し、さらに7月にモスクワのコミンテルンからの指令を受けてゲリラ戦を開始した。このとき、共産主義青年運動の青年らによる青年部隊（Bataillons de la jeunesse）（後の義勇遊撃隊）が結成され、26歳のアルベール・ウーズーリアスとファビアン大佐と呼ばれた22歳のピエール・ジョルジュがこれを率いた。最初の攻撃は、ピエール・ジョルジュと22歳のジルベール・ブリュストランにより1941年8月21日にパリの地下鉄バルベス・ロシュシュアール駅で行われ、2日前に2人の仲間が殺害されたことに対する報復として、ドイツ軍の見習士官を殺害した。これを受けて、ドイツ軍国防軍最高司令部総長ヴィルヘルム・カイテルは、以後、このようなゲリラ活動への報復措置として人質を処刑するという命令を出した。ゲリラ戦とは直接関係のない人質が多数処刑されることになったのはこのときからである。

### ホッツ司令官殺害 - 人質の処刑

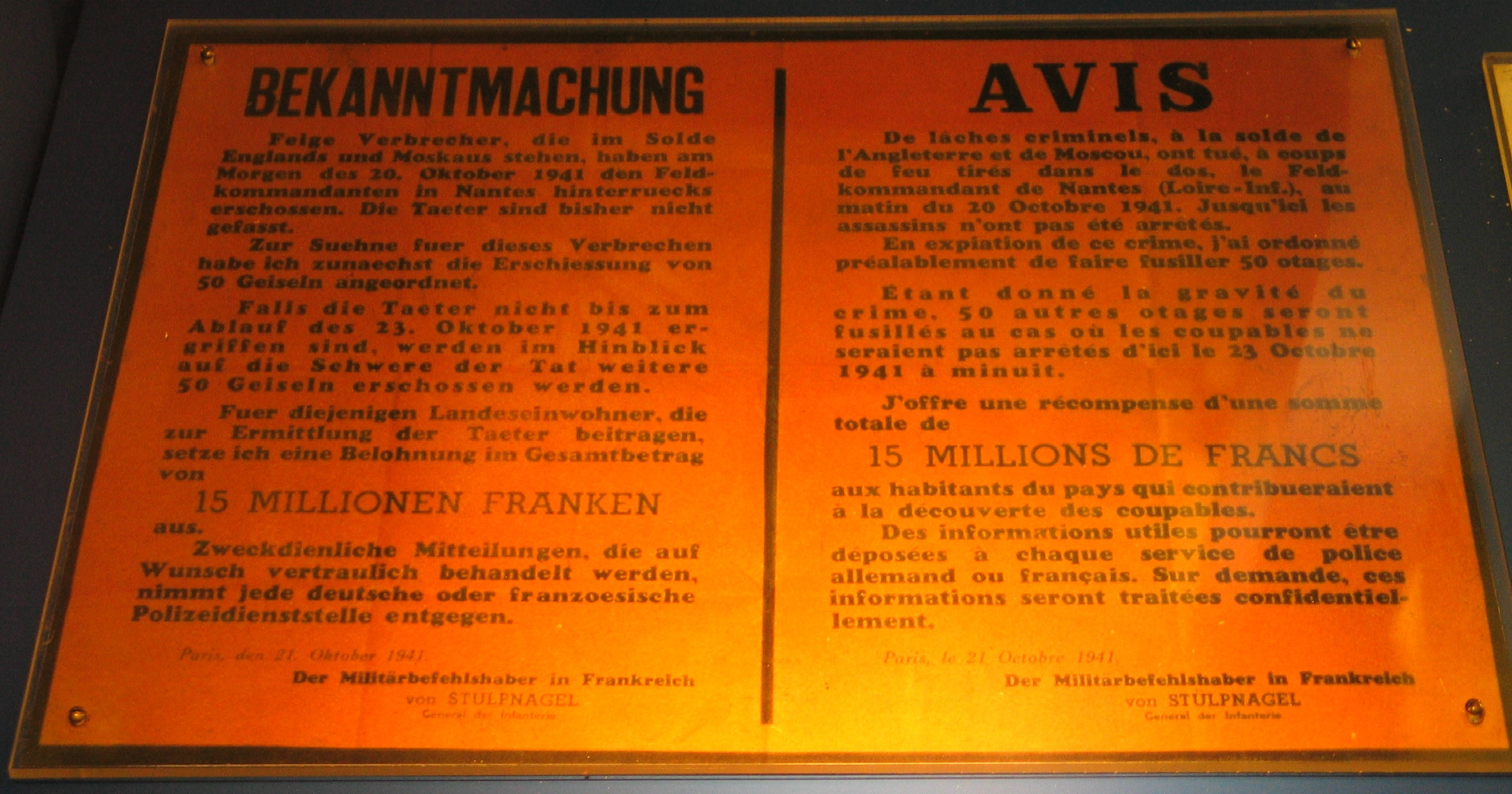
シュテュルプナーゲル歩兵大将の通達（ギィ・モケ駅のショーケースに展示）

こうしたゲリラ戦において、1941年10月20日、ナントに配属されたカール・ホッツ司令官が、ブリュストラン、および同じく青年共産党員のマルセル・ブールダリア（17歳）、スパルタコ・グイスコ（30歳）に殺害された。カイテル令により、ヒトラーは当初、収容所・刑務所に収監された人質を含む150人の処刑を命じた。パリのドイツ軍司令部ではオットー・フォン・シュテュルプナーゲル歩兵大将がこれを受けて、翌10月21日に「人質50人を銃殺刑に処する」、また、「1941年10月23日までに犯人が逮捕されなかった場合にはさらに50人の人質を銃殺刑に処する」とする通達を出した。ヴィシー政府の内相ピエール・ピュシューは共産党員が多数収監され、ナントから近い場所にある（約70キロ）ショワゼル刑務所の司令官に人質のリスト作成を命じた。リストには27人の名前があり、うち25人が共産党員で、タンボー（31歳）、グランデル（50歳）、シャルル・ミシェル（38歳）ら党の中堅幹部のほか、19歳または21歳の党員が4人、そして最年少17歳のギィ・モケの名前が挙がっていた。
彼らは最後に手紙を書く時間を与えられた。ギィ・モケは両親と弟宛に手紙を書いた。母を元気づけ、父が「示した道を歩むために最善を尽くしたことを知ってほしい」とし、「心から願うのは、僕の死が何かの役に立つこと」、愛する人々と別れなければならないこと以外「何の悔いもない」と書いている。この手紙を受け取った母ジュリエットは、これを書き写してアルジェリアのメゾン・カレ収容所にいるギィ・モケの父プロスペールに送った。なお、この手紙は現在、シャンピニー＝シュル＝マルヌ（イル・ド・フランス地域圏、ヴァル＝ド＝マルヌ県）の国立レジスタンス博物館に保存されている。
また、シャトーブリアンのほか、ナントから16人、パリから5人の人質が選ばれた。計48人の処刑は通達の翌日の1941年10月22日に行われた。ショワゼル刑務所の人質27人は、シャトーブリアンから2キロ離れた、現在「銃殺刑に処された人々の砂利採取場（Carrière des Fusillés）」と呼ばれている場所までトラックで移送された。彼らはシートで覆われたトラックの中でフランスの国歌「ラ・マルセイエーズ」やパリ・コミューンから生まれ、当時ソ連の国歌でもあった革命歌「ランテルナシオナル」 を歌い続けた。砂利採取場には9本の丸太の柱が建てられ、7人ずつ一斉に撃たれた。彼らは「目隠しもせず、手も縛られずに」、死刑執行人に顔を向けながら、「ラ・マルセイエーズ」を歌い続け、「フランス万歳、共産党万歳、ソビエト万歳」と叫びながら撃たれた。

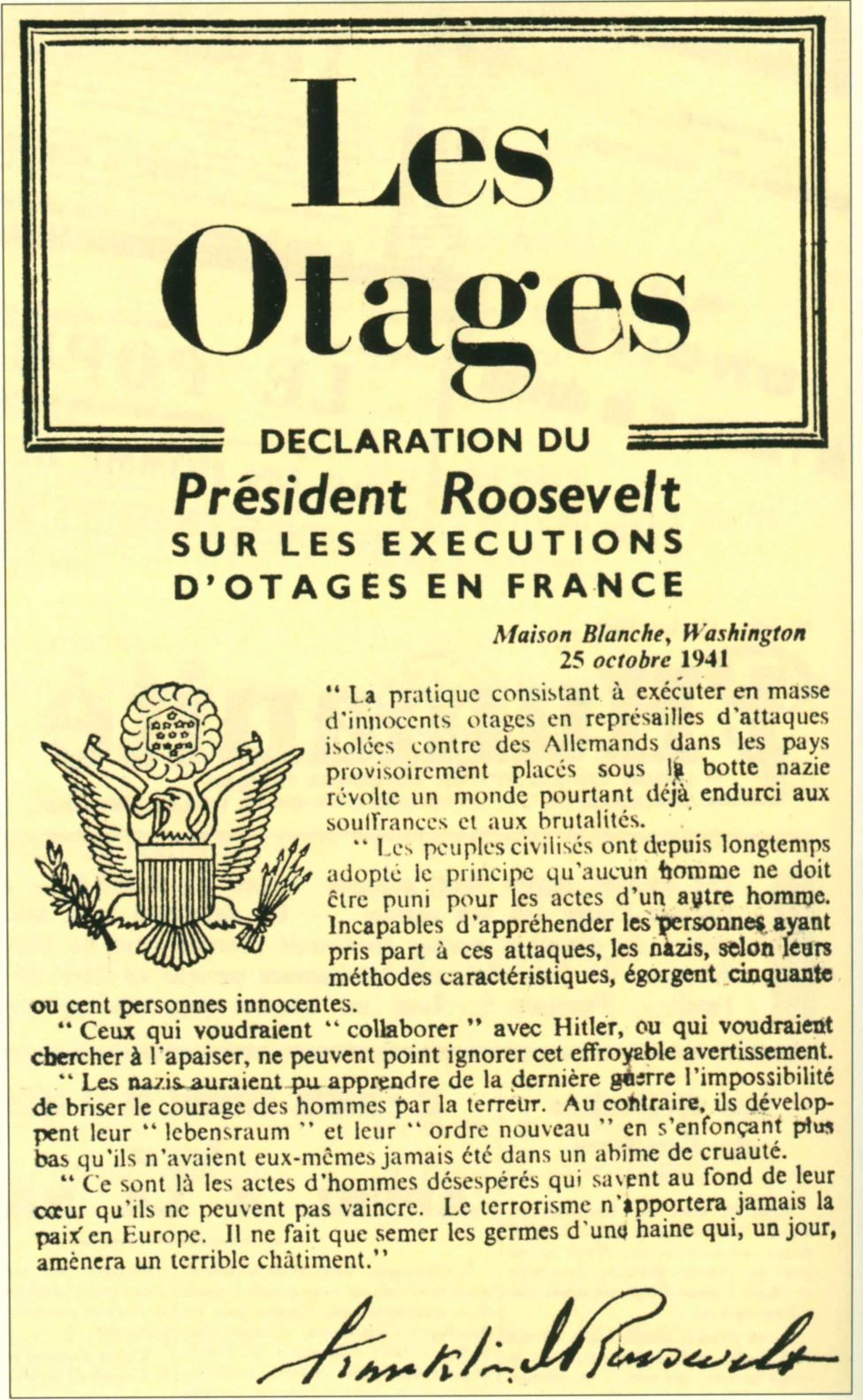
シャトーブリアンの人質処刑に対するルーズヴェルト大統領の宣言文（国立レジスタンス博物館蔵）

ギィ・モケらの遺体は近くの墓地（シャトーブリアンから9キロのところにあるサン＝トーバン＝デ＝シャトー墓地）に埋葬され、後にペール・ラシェーズ墓地に移された。このとき墓地に遺体が到着したのを目撃した詩人のルネ・ギィ・カドゥーは「シャトーブリアンで銃殺刑に処された人々（Les Fusillés de Châteaubriant）」と題する詩を書き、詩集『胸一杯（Pleine Poitrine）』として戦後1946年に発表した。
国際的な反響も大きかった。数日後に、シャルル・ド・ゴールがロンドンから追悼の辞を述べ、チャーチルとルーズヴェルトも公式にこの処刑を非難した。ド・ゴールはさらに父プロスペール・モケに繰り返し同情の意を表した。

## 没後

### 汚名を雪ぐ殉難者の血
一方、独ソ不可侵条約の締結によって打撃を受けた共産党は、この事件を国民に広く伝えることで、国のために多くの犠牲者を出した政党へとイメージの転換を図ろうとした。地下抵抗運動を指導していた党幹部のジャック・デュクロは、同志の弁護士ジョー・ノールマンにシャトーブリアンで証言を集めるよう命じた。ノールマンはこうした証言と「銃殺刑に処された人々」の最後の手紙、一覧表（略歴、職業、役職）などの資料を持って、南部の自由地域（ドイツ軍非占領地域）のニースにいた共産党員で作家のルイ・アラゴンを訪ねた。資料に添えられた「これらを記念碑的文献にせよ」というデュクロの言葉を見たアラゴンは、このような使命は影響力のある作家に委ねた方が良いと判断し、同じ自由地域にいたアンドレ・ジッドとロジェ・マルタン・デュ・ガールに相談したが断られた。そこで彼自らが執筆にあたり、「銃殺刑に処された人々（fusillés）」ではなく「殉難者（martyrs）」として『殉難者の証言（Témoin des martyrs）』を発表した。アラゴンはこの使命について「これ以上に誇りとするものは世界にない」と書いている。『殉難者の証言』は1943年にヴェルコールらが地下出版社として創設した深夜叢書から刊行されることになるが、その前に1942年から小冊子としてフランス全土で配布され、戦時中の英国放送協会（BBC）のフランス語放送ラジオ・ロンドル（ロンドン・ラジオ）、モスクワ放送（現ロシアの声）のフランス語放送で朗読された。内容は、「コミュニストだったのだからと人は言う」、「シャトーブリアン、10月20・21両日」、「災厄の日とその前夜」、「呼びだし」、「ラ・マルセイエーズ」、「出発準備」、「沈黙が死刑執行人らの上に落ちかかる」、「目隠しせず、手も縛られずに」、「失心したまま銃殺されたギィ・モケ」、「犠牲者の身の上の概要」、「これでもフランスだろうか」などである。
アラゴンはまた、対独レジスタンス運動家として銃殺刑に処された共産党中央委員会の委員ガブリエル・ペリ、オノレ・デスティエンヌ・ドルヴ海軍大尉、キリスト教徒のジルベール・ドリュ、そしてギィ・モケの4人に捧げる詩「薔薇と木犀草」を書き、自由地域マルセイユの新聞『ル・モ・ドルドル（合言葉）』に発表した。これは、共産党の象徴である赤い薔薇と、フランス王政・カトリックの色である白の木犀草によって祖国のための連帯・団結、対独抗戦を称える詩であり、「神を信じたものも、信じなかったものも、ドイツ兵に囚われたあの美しきものをともに讃えた … なお歌い続けよ、薔薇と木犀草とをともに燃えたたせたあの愛を」（大島博光訳）と歌っている。

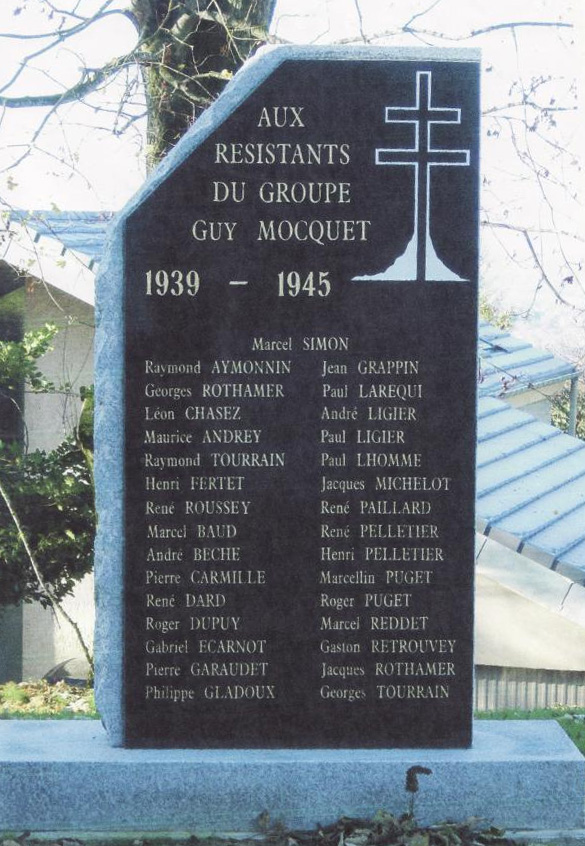
アンリ・フェルテら「ギィ・モケ」レジスタンス・グループの追悼碑

こうしてギィ・モケは祖国フランスのために死んだ英雄として、たとえば、フランシュ＝コンテの義勇遊撃隊が「ギィ・モケ」グループとして戦った。彼らは1943年9月26日にブザンソン城塞で銃殺刑に処され、「殉難者」の一人アンリ・フェルテは16歳で、ギィ・モケと同じように両親への愛、祖国への愛を表現した最後の手紙がレジスタンスの地下出版物に掲載された。なお、2019年6月5日、エマニュエル・マクロン大統領はノルマンディー上陸作戦の75周年に、出撃する軍の乗船場となったイングランドのポーツマスを訪れ、フェルテの手紙を読み上げた。

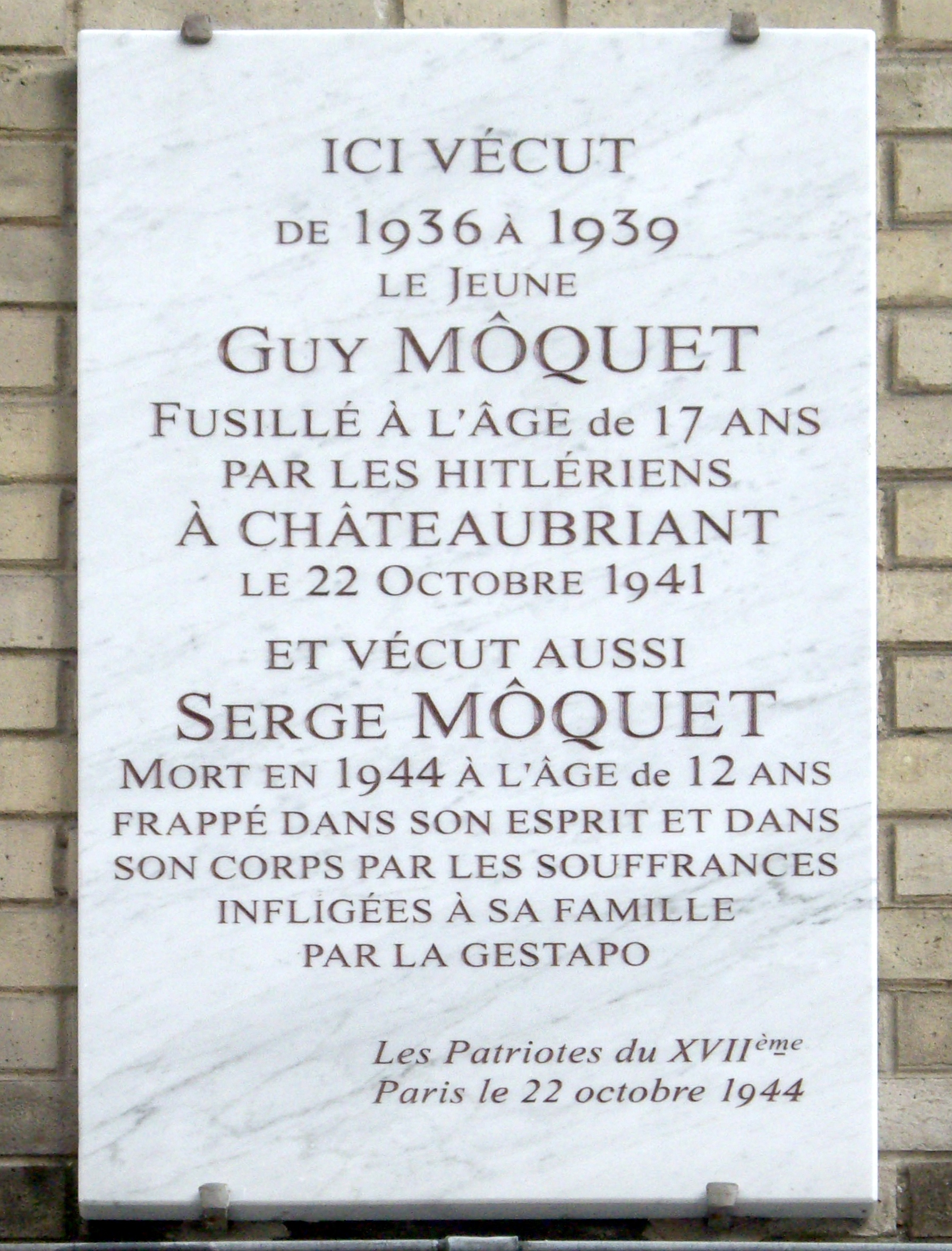
17区バロン通り34番地のギィ・モケの家の銘板

ギィ・モケの名前は、この他にも共産党の組織の名称として使用され、シャトーブリアンの「銃殺刑に処された人々の砂利採取場」には追悼碑が建てられた。17区バロン通りのギィ・モケの家にも銘板が設置された。この銘板には1944年に12歳で病死した弟セルジュの名前も刻まれている。
戦後、フランスの約50の都市で通りの名称がギィ・モケに改称され、次いで体育館、プール、スタジアム、青年の家、学校などもギィ・モケの名前を冠した名称に変更された。シャトーブリアンでは「リセ・ギィ＝モケ」が創設され、パリでは1946年にパリ17区のバラニー通りがギィ＝モケ通りに改称され、これに伴って17区と18区の境界にある地下鉄の駅がマルカデ＝バラニー駅からギィ＝モケ駅に改称された。

### 歴史的検証、サルコジ批判

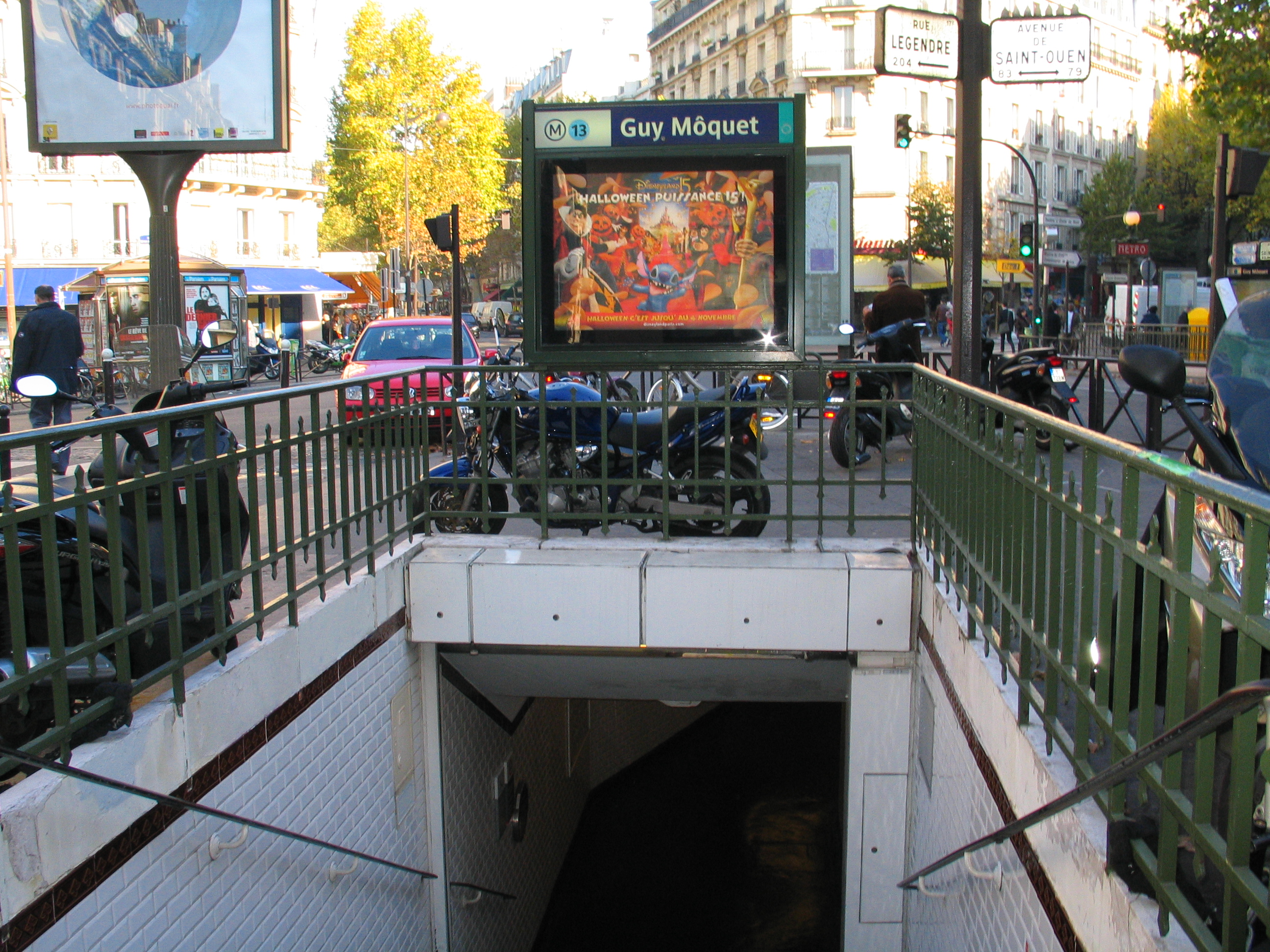
パリの地下鉄ギィ・モケ駅の入口

だが、上述の戦略を含む戦時中の共産党の方針・地下活動、特に独ソ不可侵条約締結から独ソ開戦に至るまでの困難な時期における党の大義名分、離党者との関係、およびこうした状況から対独レジスタンス、特にゲリラ戦開始に至った経緯について明らかになったのは2004年のことである。この年、警察史専門の歴史学者ジャン＝マルク・ベルリエールが同じく歴史学者のフランク・リエーグルとともに機密解除された1940年から1942年の警視庁の文書を検証して『共産党員の血 - 武装闘争における青年部隊、1941年の秋』として発表した。これは、書名が示唆するように、ギィ・モケが属していた共産主義青年運動の青年らによる青年部隊の隊員が流した血が、共産党の汚名をそそぎ、名誉挽回につながったこと、また、その過程でギィ・モケのような英雄的・悲劇的な青年の神話がいかに作られ、利用されたかを明らかにするものであった。両研究者はさらに調査を続け、2007年に『裏切り者を片付ける - フランス共産党の隠された顔 1941-1943』、2009年に『ギィ・モケ事件 - 公式な大衆欺瞞に関する調査』 を著した。
とりわけ、『ギィ・モケ事件』は、2007年に大統領に就任したばかりのニコラ・サルコジが、ギィ・モケを「青年共産党員」としてではなく、「フランスと自由のために命を捧げた若いフランス人」として称え、彼の最後の手紙をフランスのすべてのリセ（高等学校）で読み上げるよう提案したことに対する批判であった。グザヴィエ・ダルコス国民教育相は、サルコジの提案を受けて、毎年ギィ・モケが処刑された10月22日にすべてのリセでこの手紙を読み上げるようにという通達を出し、しかも、「朗読をするのは歴史・地理の教員に限られてはならない」とした。すなわち、歴史・地理の授業において第二次世界大戦や自由フランス、対独レジスタンスなどの文脈において教えるのとは別に、こうした歴史的背景から切り離して、手紙を読み上げること自体の重要性を強調したことになり、9月24日付『フランス共和国官報』にも10月22日を「ギィ・モケを追悼する」日と記された。

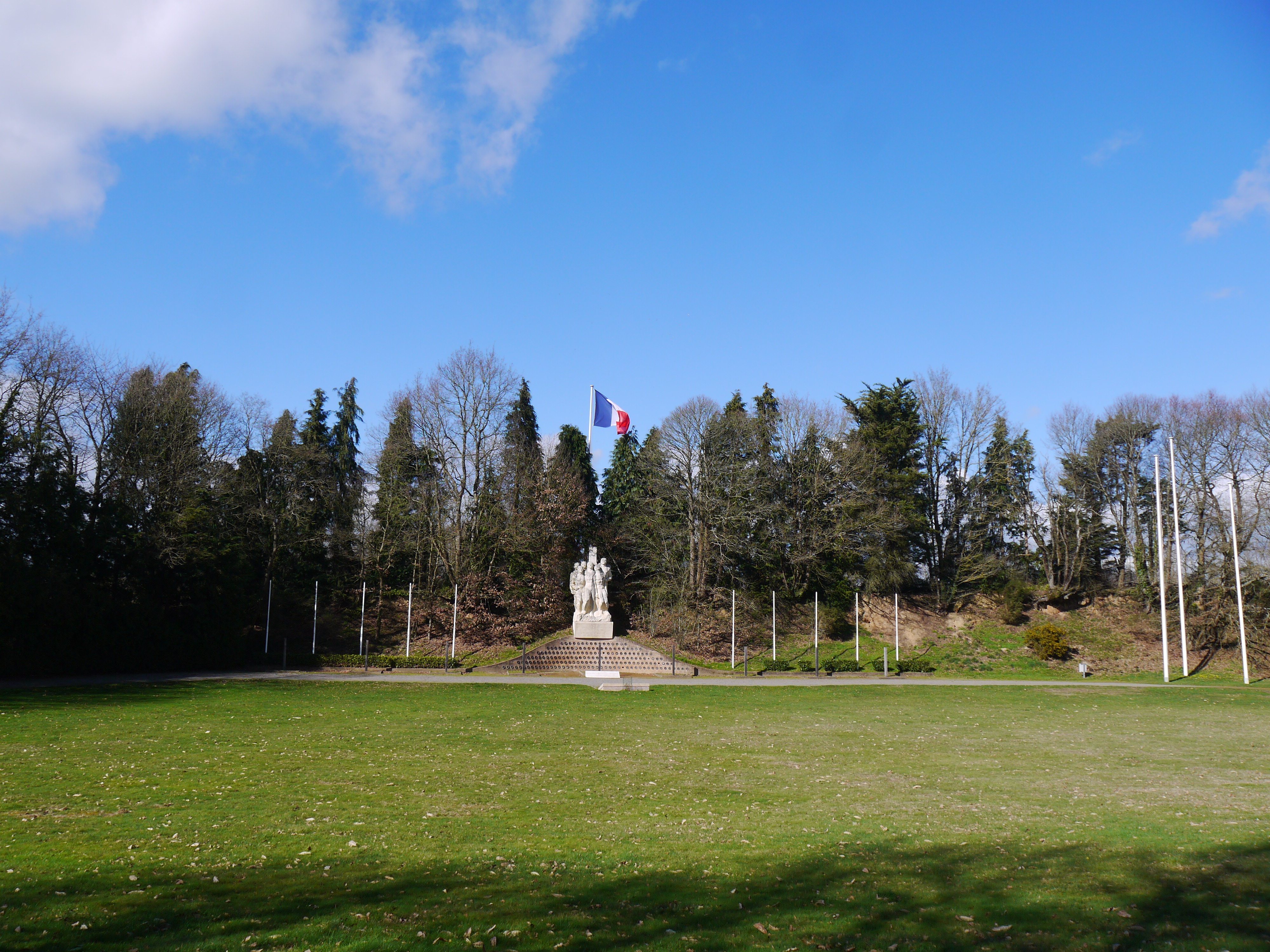
シャトーブリアンの「銃殺刑に処された人々の砂利採取場」

この提案・通達に野党はもちろん、知識人、現場の教員からも批判が殺到した。歴史的背景から切り離して生徒に手紙だけを紹介するのは、百年戦争でフランス軍を勝利に導き、最後に異端者として火刑に処されたジャンヌ・ダルクや、ヴァンデの反乱で捕虜になり、王党派に「国王万歳！」と叫ぶよう強要されながらも「共和国万歳！」と叫んで処刑されたジョゼフ・バラの場合にありがちなように、「歴史」ではなく「神話」を教えることになると批判された。また、ギィ・モケが処刑されたのは、共産党がレジスタンス運動を開始する前のことであり、彼が配布した冊子やビラはもちろん、『リュマニテ』紙にもナチズム批判ではなく、ヴィシー政権の「資本主義擁護」や「人民の弾圧」に対する批判、あるいは上述の「帝国主義」批判が書かれ、ソ連を、「社会主義の祖国、自由の国、労働者の理想郷」と称えるだけの内容であったため、「フランスと自由のために命を捧げた」とは言い難かった。これはギィ・モケの手紙の内容についても同様であり、彼の手紙は何らかの価値観や愛国心を表現したものではなく、両親と弟、共産党の仲間たちへの思いを綴った私信にすぎなかった。加えて、サルコジは右派の代表でありながら、大統領選挙戦中から、フランス社会党（SFIO）を率い、『リュマニテ』紙の創刊者でもある左派のジャン・ジョレスについて、「今日の左派はジョレスの左派とほとんど関係がない。今日の左派にはもはや社会を変える力がない」、「自分こそがジョレスの後継者だと感じる」として批判を浴びていただけに、再び左派の英雄の神話を利用したと批判された。この結果、2009年9月24日付『官報』では、「イニシアティヴは各教育機関に委ねられる」と、事実上、手紙の朗読は義務付けられなくなった。

### 映画
2011年、ドイツのフォルカー・シュレンドルフ監督により独仏合作のテレビ映画『シャトーブリアンからの手紙』（原題『夜明けの海（La Mer à l'aube）』が制作され、日本でも2014年に公開された。

## 関連書籍
- Jean-Marc Berlière, Franck Liaigre, L'Affaire Guy Môquet : enquête sur une mystification officielle, Larousse, 2009
- 大島博光『レジスタンスと詩人たち』白石書店、1981年
- ルイ・アラゴン『殉難者の証人』白井浩司・那須国男共訳、日本報道、1951年
- ルイ・アラゴンほか『愛と死の肖像』淡徳三郎編訳、青木書店（青木文庫）1953年